# Amphisbaena cubana
Amphisbaena cubana là một loài bò sát trong họ Amphisbaenidae. Loài này được Gundlach & Peters mô tả khoa học đầu tiên năm 1879.